# 天主教伊帕梅里教区
天主教伊帕梅里教區（拉丁語：Dioecesis Ipameriensis）是巴西一個天主教教區，位於戈亞斯州東南部，屬戈亞尼亞總教區。
教區成立於1966年10月11日。2006年有教友214,000人，佔總人口75.1%。有十五個堂區、司鐸十七人。現任教區主教為若瑟·方濟各·羅德里格斯-多-雷戈。